# Fenestella frit
Fenestella frit är en svampart som först beskrevs av Elias Fries, och fick sitt nu gällande namn av Pier Andrea Saccardo 1883. Fenestella frit ingår i släktet Fenestella och familjen Fenestellaceae.   Inga underarter finns listade i Catalogue of Life.